# Jekaterina Dmitrijewna Belowa
Jekaterina Dmitrijewna Belowa (russisch Екатерина Дмитриевна Белова, * 21. Januar 1988 in Nowouralsk) ist eine ehemalige russische Shorttrackerin.
Die Juniorenweltmeisterschaft 2005 war ihre erste internationale Meisterschaft. Sie startete dort in der Staffel, die jedoch im Vorlauf ausschied. In der Saison 2005/06 startete sie zwar noch nicht im Weltcup, nahm aber an zwei Saisonhöhepunkten teil. Bei der Europameisterschaft in Krynica-Zdrój erreichte sie mit der Staffel das Finale und wurde Vierte, bei der Weltmeisterschaft in Minneapolis startete sie über drei Einzelstrecken, schied aber jeweils im Vorlauf aus. In der Saison 2006/07 debütierte Belowa schließlich im Weltcup, insgesamt nahm sie an fünf Weltcups teil und erreichte als beste Platzierung in Einzelrennen mehrmals das Viertelfinale. Im Disziplinweltcup über 500 m wurde sie Achte. Mit der Staffel wurde sie außerdem in Heerenveen Zweite und erreichte erstmals ein Weltcuppodest. Bei der Europameisterschaft in Sheffield erlebte sie ihre erfolgreichsten Titelkämpfe. Im Mehrkampf wurde Belowa Achte, über 500 m gewann sie mit Bronze ihre erste internationale Medaille. Über 3000 m wurde sie zudem Siebte. Sie startete auch bei der Juniorenweltmeisterschaft in Mladá Boleslav, wo sie über 500 m überraschend Bronze gewinnen konnte, und bei Weltmeisterschaft in Mailand. Dort erreichte sie als bestes Resultat über 1500 m das Halbfinale. Bei der Teamweltmeisterschaft in Budapest belegte sie mit ihren Teamkolleginnen Rang sieben.
In der Saison 2007/08 konnte Belowa in der Staffel mit Rang drei eine weitere Weltcup-Podestplatzierung erreichen. Die Europameisterschaft in Ventspils lief jedoch weniger erfolgreich als im Vorjahr. Im Mehrkampf erreichte sie Rang 16. In Harbin startete sie erneut bei der Teamweltmeisterschaft, belegte dort aber nur den achten und letzten Platz. In der Saison 2008/09 erreichte Belowa gleich beim ersten Weltcup in Salt Lake City das Halbfinale über 500 m, was ihr bestes Ergebnis in einem Einzelrennen bleiben sollte. Bei der Europameisterschaft in Turin konnte sie in der Staffel ins Finale einziehen, wo das Quartett dann jedoch disqualifiziert wurde.
In ihrer letzten Saison 2009/10 startete Belowa nur in der ersten Saisonhälfte im Weltcup, konnte aber keine vorderen Platzierungen erreichen. Sie nahm in Dresden an der Europameisterschaft teil, wo sie in der Staffel die Silbermedaille gewinnen konnte. Nach verpasster Qualifikation für die Olympischen Spiele beendete Belowa ihre aktive Karriere.